# كين هوارد
كين هوارد (بالإنجليزية: Ken Howard)‏ ‏(28 مارس 1944 - 23 مارس 2016)، هو ممثل أمريكي بدأ مسيرته الفنية عام 1966. كما أنه من الفائزين بجائزة إيمي.

## الأعمال
- الحالم (2005)
- جيه إدغار (2011)

## وصلات خارجية
- كين هوارد على موقع IMDb (الإنجليزية)
- كين هوارد على موقع ألو سيني (الفرنسية)
- كين هوارد على موقع ميوزك برينز (الإنجليزية)
- كين هوارد على موقع أول موفي (الإنجليزية)
- كين هوارد على موقع قاعدة بيانات برودواي على الإنترنت (الإنجليزية)
- كين هوارد على موقع قاعدة بيانات الأفلام السويدية (السويدية)
- كين هوارد على موقع إن إن دي بي (الإنجليزية)
- كين هوارد على موقع ديسكوغز (الإنجليزية)
- كين هوارد على موقع قاعدة بيانات الفيلم (الإنجليزية)
- كين هوارد على موقع كينوبويسك (الروسية)